# Parfenjuk
Illja Andrijovič Parfenjuk, noto semplicemente come Parfenjuk (in ucraino Ілля Андрійович Парфенюк?; Kaniv, 13 novembre 2001), è un cantante ucraino.

## Biografia
Parfenjuk, avvicinatosi al mondo della musica da piccolo, si è diplomato in una scuola specifica della città natale, dove ha portato a termine gli studi in fisarmonica. Si è laureato in recitazione teatrale e cinematografica presso l'Università nazionale di cultura e arti di Kiev.
È salito alla ribalta con Provela ekskursiju (2022) e Vidryvajučys' (2023), due dei brani più consumati dell'intero anno sui principali servizi musicali in patria. Nel febbraio 2024 ha collaborato con Wellboy in Zabyj, che ha scalato la graduatoria ucraina della Tophit fino alla 6ª posizione. È poi uscito Temperatura, un duetto con Kola, divenuto un tormentone estivo radiofonico.
Nel novembre 2024 è avvenuta la pubblicazione del suo album in studio d'esordio Vrubaj; il disco è stato anticipato dal successo omonimo, che ha totalizzato tre settimane al vertice della hit parade nazionale e un quadrimestre nella top ten. Vrubaj, trainato da una tournée musicale incominciata nel marzo 2025 con tappe in svariate città ucraine, lo ha reso uno degli artisti più riprodotti dalle radio in suolo ucraino nel corso dell'anno e gli ha fatto guadagnare quattro candidature allo YUNA, permettendogli di finire lizza per il titolo al miglior artista maschile e quello al miglior album; alla cerimonia, gli è stato assegnato il riconoscimento alla miglior hit hip hop per la traccia omonima.
Parfenjuk è stato selezionato tra i partecipanti della decima edizione dell'Atlas Festival.

## Discografia

### Album in studio
- 2024 – Vrubaj

### Singoli
- 2022 – Provela ekskursiju
- 2023 – Vidryvajučys'
- 2023 – Doloni
- 2023 – Porjad
- 2023 – Povil'no
- 2023 – Mala
- 2023 – Sered vitriv
- 2024 – Zabyj (con Wellboy)
- 2024 – Djakuju
- 2024 – Na dachu
- 2024 – Temperatura (con Kola)
- 2024 – Div čyna (con i Quest Pistols e Wellboy)
- 2024 – Viter
- 2024 – Vrubaj
- 2024 – De by ty ne bula
- 2025 – Chubba bubba
- 2025 – Boljače (con Maksym Borodin)
- 2025 – Pro tebe